# ايرو كوماندر 100
ايرو كوماندر 100 (بالإنجليزية: Aero Commander 100)‏ هي طائرة خفيفة، بمحرك واحد، وبأربعة مقاعد. أنتجت في الولايات المتحدة ومن صناعة ايرو كوماندر. كان أول طيران لها في 1960.